# Грб Источног Сарајева
Грб Источног Сарајева је званични грб српског града Источно Сарајево. Грб је усвојен децембра 1998. године и до 2003. године је носио назив грб Српског Сарајева. Са промјеном имена града 2003. године, промјењено је име и грба.
Симболи града Источног Сарајева у потпуности се ослањају на традицију европске хералдике, а утемељени су на вриједностима и симболима овог краја.

## Опис грба
Грб Источног Сарајева чини црвени штит, који је крстом раздијељен на четири дијела. Унакрсно су плава и сребрна боја, које са бојом штита дочаравају боје српске националне заставе. У првом и четвртом дијелу налази се бијели двоглави орао као древни српски грб, а у другом и трећем приказан је златан град са три куле, који подсјећа на средњовјековни грб српских кнежева Павловића.
Изнад штита је златна бедемска круна са четири мерлона и златном дијадемом која свједочи да је у питању историјска престоница. Десни чувар штита је Архангел Михаило, а лијеви Архангел Гаврило. Поред чувара су црна, златом окована копља са стеговима Републике Српске и Источног Сарајева.

### Мали и средњи грб
Црвено поље крстом раздијељено, попут стакла у плаво и сребрно и у првом и четвртом двоглави сребрни орао раширених крила златног кљуна, језика и канџи, те у другом и трећен златни град с три куле са круништима, средња више од пострањских. Средњи грб има штит окружен златним ловоровим вијенцем и надвишен залтном бедемском круном са четири грудобрана и дијадемом.

## Галерија
- Грб српске племићке породице Павловић
- Грб Српског Сарајева 
 (1998—2003)
- Српски Интелектуални Форум 
 Источно Сарајево
- Застава Источног Сарајева